# Shimomura Sadamu

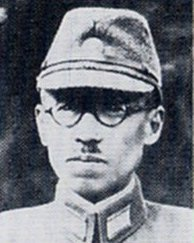
Shimomura Sadamu, vor 1944

Shimomura Sadamu (jap. 下村 定; * 23. September 1887 in der Präfektur Kōchi, Japanisches Kaiserreich; † 25. März 1968) war ein General des Kaiserlich Japanischen Heeres, letzter Heeresminister des japanischen Kaiserreiches sowie Abgeordneter des Oberhauses des japanischen Parlaments in der Zeit nach dem Pazifikkrieg.

## Leben
Shimomura Sadamu wurde im September 1887 in der Präfektur Kōchi geboren. Im Jahr 1908 schloss er die Heeresoffizierschule gemeinsam mit unter anderem den Prinzen Asaka Yasuhiko, Higashikuni Naruhiko und Kitashirakawa Naruhisa ab. Acht Jahre später machte er seinen Abschluss an der Heereshochschule. Nach einer Reihe von administrativen und Stabsposten im Heeresgeneralstab wurde Shimomura 1919 als Militärattaché nach Frankreich geschickt. Nach seiner Rückkehr diente er 1921 im Büro für Strategische Planung des Heeresgeneralstabs. In den Jahren 1928, 1929 und 1931 war er Teil der japanischen Delegationen bei der Genfer Flottenkonferenz. Von 1933 bis 1935 erhielt er den Befehl über das 1. Schwere Feldartillerieregiment des Heeres.
1935 erhielt Shimomura eine Stabsposition bei der im japanischen Marionettenstaat Mandschukuo stationierten Kwantung-Armee und im Folgejahr die Beförderung zum Generalmajor. Von 1936 bis 1938 diente er wieder im Heeresgeneralstab und trat dort für eine aggressivere Haltung gegenüber der Republik China (1912–1949) im Raum Shanghai ein, wo es wiederholt zu Spannungen zwischen chinesischen und japanischen Truppen, welche die japanischen Konzessionen in der Stadt schützen sollten, kam. Im Jahr 1937 beeinflusste er mit seiner Meinung die Leitung des Heeresgeneralstabs dahingehend, dass dieser die 10. Armee zur Unterstützung der in Shanghai ausgebrochenen Kämpfe in China anlandete. Diese Kämpfe lösten unmittelbar den Zweiten Japanisch-Chinesischen Krieg aus.
Im Jahr 1939 erfolgte Shimomuras Beförderung zum Generalleutnant. 1940 wurde er Kommandeur der Heeresartillerieschule und am 8. Oktober 1942 erhielt er das Feldkommando über die 13. Armee. Diese war im Gebiet um Shanghai und die angrenzenden Provinzen stationiert, um eine mögliche amphibische Landung alliierter Truppen im Mündungsgebiet des Jangtsekiang abzuwehren. Im März 1944 wurde er auf die japanischen Hauptinseln zurückgerufen und erhielt am 22. des Monats den Oberbefehl über die Westdistriktsarmee, die für den südlichen Bereich von Honshū, Shikoku und die Ryūkyū-Inseln zuständig war. Im November 1944 wurde er wieder nach China geschickt und übernahm den Oberbefehl über die Regionalarmee Nordchina. Diesen Posten behielt er formal bis zur Auflösung der Armee nach der Kapitulation Japans.
Im Jahr 1945 wurde Shimomura zum vollwertigen General befördert und am 23. August, nach der Verkündung, dass Japan die Potsdamer Deklaration annehme, wurde er Heeresminister im Kabinett von Premierminister Higashikuni Naruhiko, der den Posten vorher selbst kurzzeitig bekleidet hatte. Er wurde für den Posten ausgewählt, da er nie in direkte Kampfhandlungen mit amerikanischen oder Commonwealth-Truppen verwickelt war. Seine Hauptaufgabe war es, die Demobilisierung aller noch stehenden Truppen des Heeres zu koordinieren und zu überwachen sowie gemeinsam mit den siegreichen Alliierten den Rücktransport der Truppen nach Japan zu planen. Nachdem am 9. Oktober 1945 Shidehara Kijūrō den Posten des Premierministers übernommen hatte, blieb Shimomura Heeresminister. Seine Amtszeit endete am 1. Dezember 1945, als das Heeresministerium zum Ersten Demobilisierungsministerium umgeformt wurde. Parallel zu seiner Tätigkeit als Heeresminister war er bis Oktober 1945 letzter Generalinspekteur der Militärausbildung.
In den Jahren 1946 und 1947 war Shimomura wie alle ehemaligen Regierungsmitglieder kurzzeitig in alliierter Internierung, wurde jedoch ohne Anklage wegen möglicher im Krieg begangener Verbrechen frei gelassen. 
Am 2. Juni 1959 wurde er für die Liberaldemokratische Partei über den landesweiten Wahlkreis für eine Legislaturperiode in das Oberhaus des japanischen Parlaments gewählt. Am 25. März 1968 starb Shimomura Sadamu im Alter von 80 Jahren bei einem Verkehrsunfall.